# DDR5 SDRAM
DDR5 SDRAM (англ. double-data-rate five synchronous dynamic random access memory) — пятое поколение оперативной памяти, являющееся эволюционным развитием предыдущих поколений DDR SDRAM. Планируется, что DDR5 предоставит меньшее энергопотребление, а также удвоенную пропускную способность и объём по сравнению с DDR4 SDRAM.

## История
Корпорация Intel в выступлении 2016 года предположила, что JEDEC может выпустить спецификацию DDR5 SDRAM в 2016 году с коммерческой доступностью памяти к 2020 году.
В марте 2017 JEDEC сообщила о планах выпустить спецификацию DDR5 в 2018 году; на форуме JEDEC Server в 2017 сообщалось о дате предварительного доступа к описанию DDR5 SDRAM с 19 июня 2017, а 31 октября начался двухдневный «DDR5 SDRAM Workshop». 

По сравнению с DDR4 ожидается увеличение пропускной способности (на базовых частотах) на четверть, снижение напряжения питания микросхем до 1,1 вольта (с переносом контроллера питания на плату), появление режима 16n-prefetch в дополнение к 8n. 

Количество контактов на каждый канал памяти сохранится в количестве 280 единиц. 

Ожидается возможность масштабирования за уровень в 16 гигабит на кристалл (до 64 Гбит) и реализация двух 40-битных каналов (32 бита данных и 8 битов ECC) в рамках каждого модуля DIMM (вместо используемых ранее 72 бит=64+8, где 64 бита — ширина шины данных, а 8 — биты исправления ошибок ECC).
Компания Rambus анонсировала прототип памяти DDR5 RAM в сентябре 2017 года, с доступностью не ранее 3 квартала 2018 года.
Micron изготовила первые прототипы памяти в 2017 году, они были проверены при помощи контроллера, спроектированного компанией Cadence Design Systems, выпущенного на полупроводниковой фабрике компании TSMC (7 нм).
Начало выхода первых изделий на рынок ожидалось до конца 2019 года, с занятием четверти рынка памяти примерно в 2020 году.
Согласно исследованию IDC, предполагалось, что спрос на DDR5 начнёт расти в 2020, а в 2021 достигнет четверти рынка.
Также прогнозировался, в 2020 году, выход родственного стандарта LPDDR5 для ноутбуков и мобильных устройств.
Первую в мире оперативную память нового поколения представила SK Hynix 6 октября 2020 года. Эта память обеспечивает скорость передачи данных в 4800-5600 Мбит/с на контакт (что в 1,8 раза превышает базовые показатели DDR4), напряжение питания уменьшено с 1,2 до 1,1 В, что повышает энергетическую эффективность; добавлена поддержка исправления ошибок ECC.
Ёмкость модулей памяти DDR5 от SK Hynix и Micron может достигать 256 ГБ (потребление порядка 20 Вт), при использовании технологии производства Through-Silicon-Via (TSV).
29 августа 2024 года компания SK Hynix Inc. сообщила о разработке первого в индустрии чипа памяти DDR5 ёмкостью 16 Гбит. Производство чипов будет осуществляться по технологии 1c (шестое поколение технологического процесса класса 10 нм). Скорость работы чипов повышена на 11% по сравнению с предшествующей технологией и будет достигать значений до 8 Гбит/с. Энергоэффективность чипов также была повышена более чем на 9%. Массовое производство новой памяти начнётся в течение 2024 года, поставки продукции стартуют в 2025 году.